# Jeleussin Saghyndyqow
Jeleussin Naurysbajuly Saghyndyqow (kasachisch Елеусін Наурызбайұлы Сағындықов, russisch Елеусин Наурызбаевич Сагиндыков Jeleussin Naurysbajewitsch Sagindykow; * 1. Mai 1947 in Ksyltu, Kasachische SSR) ist ein kasachischer Politiker.

## Leben
Jeleussin Saghyndyqow wurde 1947 im Dorf Ksyltu im heutigen Audan Qobda im Gebiet Aqtöbe geboren. Er studierte am Pädagogischen Institut in Aktjubinsk, wo er 1977 seinen Abschluss machte. 1990 machte er einen weiteren Abschluss als Maschinenbauingenieur am Landwirtschaftlichen Institut Westkasachstan in Uralsk.
Er begann seine berufliche Laufbahn als Lehrer an einer Schule im Ort Temir in der Oblast Aktjubinsk, an der er zwischen 1965 und 1968 unterrichtete. Von 1971 bis 1974 war er Lehrer an einer Schule in Aktjubinsk und von 1977 bis 1980 war er stellvertretender Leiter der regionalen Berufsbildung. Im Anschluss daran wurde er politisch aktiv und war Lehrer des Regionalkomitees der Kommunistischen Partei Kasachstans in Aktjubinsk und von 1985 bis 1988 war er Leiter regionalen Berufsausbildung. Von 1988 bis 1990 arbeitete er als Leiter der ideologischen Abteilung des Regionalkomitees der Kommunistischen Partei und anschließend bis 1992 als  Leiter öffentliche Bildung der Region. Nach der Unabhängigkeit Kasachstans bekleidete er zwischen 1992 und 1994 das Amt des stellvertretenden Bildungsministers des Landes und zwischen 1994 und 1995 war er Berater des Obersten Rates Kasachstans. 1995 war er Direktor der Hochschule für Konstruktion und Management in Almaty und erneut stellvertretender Bildungsminister. Im selben Jahr wurde er außerdem zum stellvertretenden Äkim (Gouverneur) des Gebietes Aktjubinsk gemacht. 1996 wurde er zum Bürgermeister der Stadt Aktjubinsk ernannt. Diesen Posten bekleidete er bis 2002 und war anschließend Abgeordneter im kasachischen Senat. Am 10. Juli 2004 wurde er zum Äkim des Gebietes Aqtöbe ernannt. Am 22. Juli 2011 wurde er von diesem Posten entlassen.